# Diossido di cloro
Il diossido di cloro, o biossido di cloro, è un ossido radicalico del cloro tetravalente e allo stato di ossidazione +4, avente formula molecolare ClO2.
È un gas di colore giallo-rosso pallido con formula chimica ClO2 che condensa in un liquido rosso-bruno a 11 °C, che poi solidifica a −59 °C in cristalli rosso arancio; si scioglie in acqua fino a una concentrazione di 8 g/L dando una soluzione di color verde scuro che al buio è stabile.
Come molti altri ossidi di cloro, è un potente ossidante ed è utilizzato nel candeggio e nel trattamento delle acque per la disinfezione.

## Applicazioni
Il composto viene utilizzato principalmente (più del 95%) nello sbiancamento della cellulosa e della farina e nel trattamento delle acque.
Nel 1956 a Bruxelles viene sostituito il cloro con il biossido nel trattamento delle acque. Adesso viene usato come ossidante finale nella potabilizzazione. Rispetto al più economico ipoclorito, non produce trialometani per reazione con i fenoli derivanti dalla decomposizione degli acidi umici; viene inoltre diminuita la formazione di bromati.
Il diossido di cloro ha un'azione disinfettante migliore del cloro in acque a pH neutro, riesce a controllare meglio i batteri della legionella e diversi virus, ed è anche meno corrosivo. L'unico inconveniente è la produzione di cloriti.
È anche utilizzato nella disinfezione dell'aria; fu ad esempio l'agente chimico principale impiegato nelle minacce di contaminazione con antrace del 2001 negli Stati Uniti.
Recentemente, dopo l'uragano Katrina a New Orleans, il diossido di cloro è stato usato per disinfettare la pericolosa melma che inondò le case.

## Struttura e Legami
La molecola ClO2 ha un numero dispari di elettroni (19) di valenza e quindi è un radicale e una molecola paramagnetica. Si tratta di un insolito esempio di molecola con un elettrone spaiato che comunque è stabile e che non tende a dimerizzare, come accade anche per molecole più comuni come il monossido di azoto e, in misura minore, per il biossido di azoto.
È una molecola triatomica polare (μ = 1,784 D), con geometria angolare e simmetria C2v. Il legame Cl-O, formalmente doppio, è lungo 147,0 pm, alquanto più corto del legame singolo in Cl2O (169,6 pm) e l'angolo OClO è di 147,40°.
Nel 1933, Lawrence O. Brockway, studente di Linus Pauling, propose una struttura che prevedeva un legame a tre elettroni e due legami singoli. Tuttavia, Pauling nella sua Chimica generale mostra un doppio legame per un ossigeno e un legame singolo più un legame a tre elettroni per l'altro. La struttura del legame di valenza sarebbe rappresentata come l'ibrido di risonanza descritto da Pauling. Il legame a tre elettroni rappresenta un legame più debole del doppio legame. Nella teoria degli orbitali molecolari questa idea è comune se il terzo elettrone è posto in un orbitale di antilegame. Lavori successivi hanno confermato che l'orbitale molecolare più alto occupato è effettivamente un orbitale di antilegame incompletamente riempito.
Una cella unitaria del cristallo ortorombico del ClO2 mostrata in una direzione arbitraria.
La struttura cristallina del ClO2 è ortorombica e presenta la simmetria del gruppo spaziale Pbca.

## Sintesi

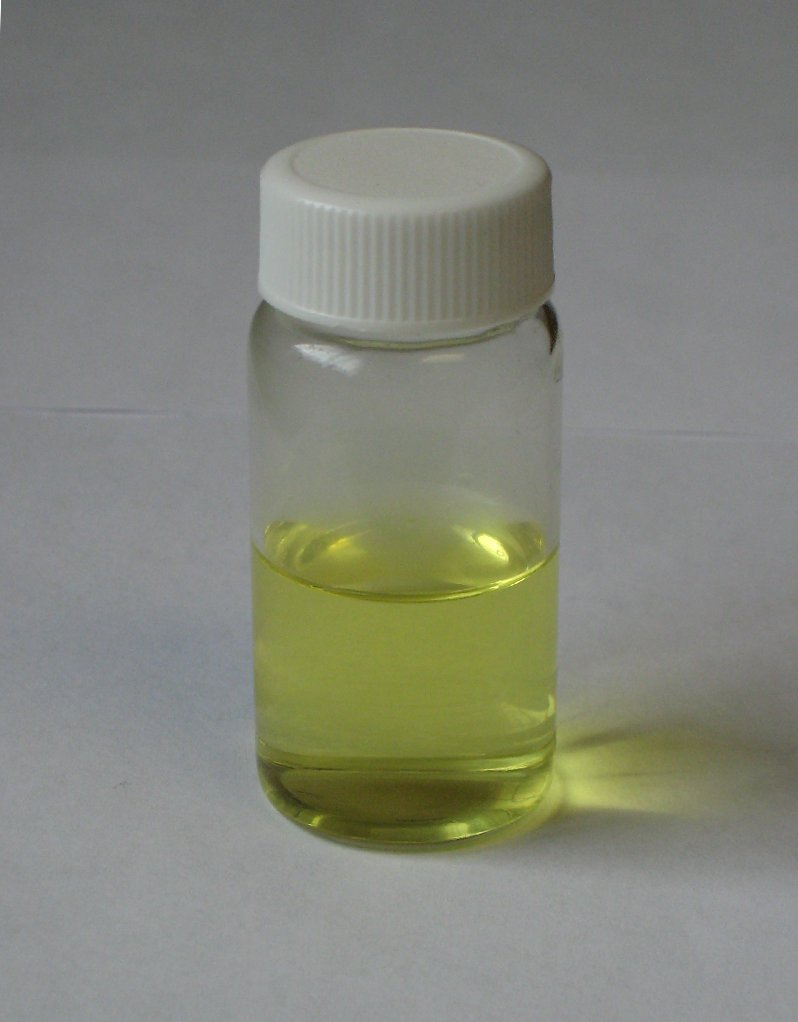
Diossido di cloro sciolto in acqua

In laboratorio, questo ossido è preparato dall'ossidazione del clorito di sodio:
2 NaClO2 + Cl2 → 2 ClO2 + 2 NaCl
Oltre il 95% del biossido di cloro è prodotto dal clorato di sodio.
È prodotto con grande efficienza riducendo il clorito di sodio in una soluzione a pH molto basso con un agente riducente, quale l'acido cloridrico o l'anidride solforosa.
La reazione tra il clorito di sodio e l'acido cloridrico è illustrata di seguito:
HClO3 + HCl → HClO2 + HClO
HClO3 + HClO2 → 2 ClO2 + Cl2 + 2 H2O
HOCl + HCl → Cl2 + H2O
Una quota più piccola di biossido di cloro è utilizzata come disinfettante. 
Può essere anche prodotto dall'elettrolisi di una soluzione di clorito di sodio:
2 NaClO2 + 2 H2O {\displaystyle \rightleftharpoons } 2 ClO2 + 2 NaOH + H2
In alternativa, si può produrre in laboratorio riscaldando una miscela di clorato di potassio e acido ossalico:
2 KClO3 + H2C2O4 → 2 ClO2 + K2CO3 + CO2 + H2O